# Lund (commune)
Pour les articles homonymes, voir Lund.

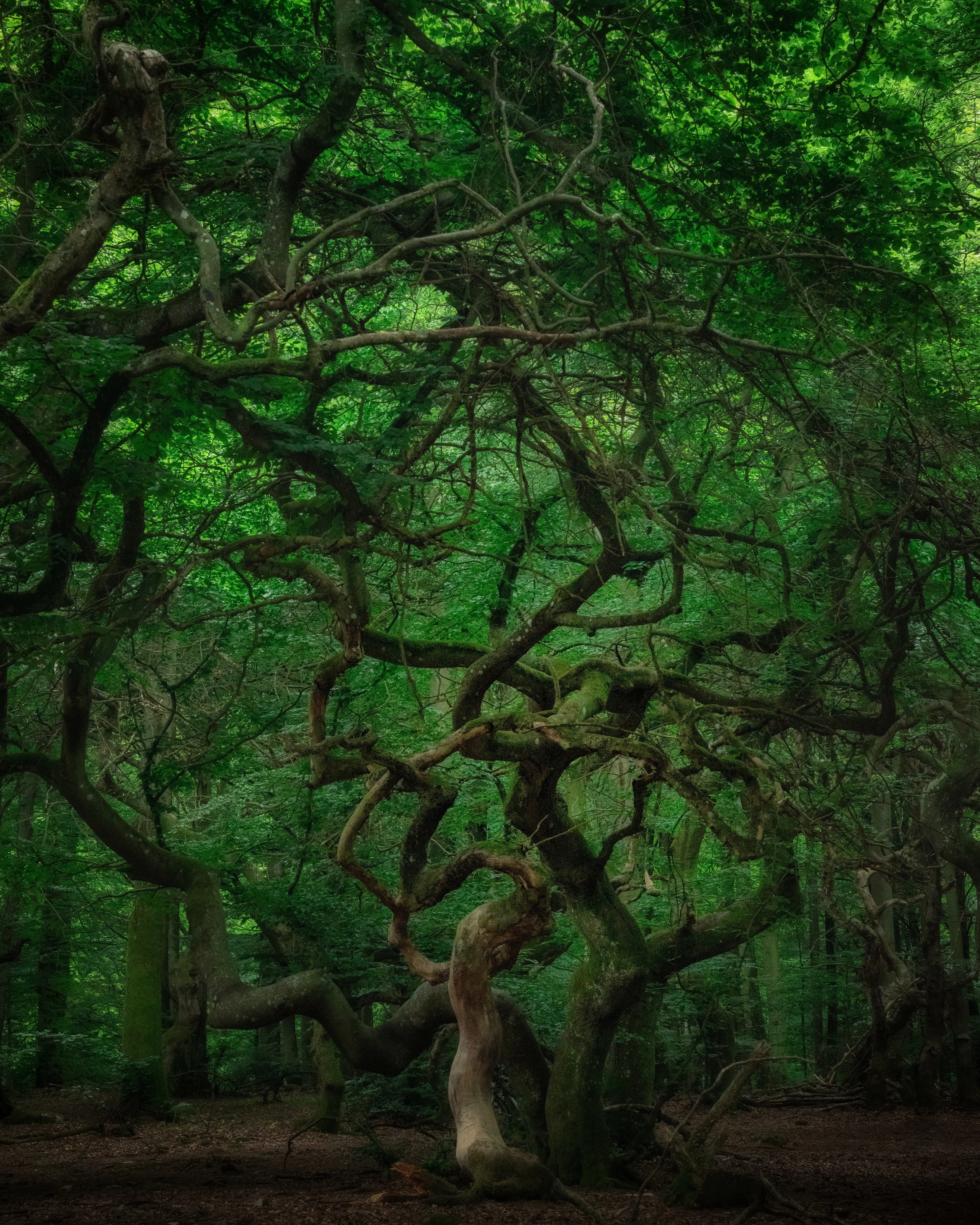
Forêt épaisse dans le Gryteskogs naturreservat sur la commune de Lund. Octobre 2021.

La commune de Lund est une commune suédoise du comté de Skåne. 115 968 personnes y vivent. Son chef-lieu se trouve à Lund.

## Localités principales
- Dalby (5 469 hab.)
- Genarp (2 512 hab.)
- Idala (712 hab.)
- Lund (73 840 hab.)
- Revingeby (540 hab.)
- Södra Sandby (5 586 hab.)
- Stångby (674 hab.)
- Veberöd (3 569 hab.)

## Administration

### Jumelages
La ville de Lund est jumelée avec :
- Viborg (Danemark)
- Hamar (Norvège)
- Porvoo (Finlande)
- Dalvík (Islande)
- Greifswald (Allemagne)
- Nevers (France)
- León (Nicaragua)
- Zabrze (Pologne)

La ville de Lund entretient des accords de coopération avec :
- Hangzhou (Chine)
- Foshan (Chine)
- Coimbra (Portugal)
- Frederiksberg (Danemark)
- Tcherniakhovsk (Russie)
- Karksi-Nuia (Estonie)
- Asmara (Érythrée)